# 對義大利和約
对意大利和约 （英語：Treaty of Peace with Italy, 1947），是巴黎和平条约之一， 是意大利与同盟国之间的条约， 签署于1947年2月10日，正式结束了意大利与同盟国的敌对状态。该条约于1947年9月15日正式生效。

## 背景
该条约的签订是因为意大利王國与纳粹德国和日本结成轴心国，共同发动第二次世界大战，因此负有发动侵略战争的责任。但在意大利人民的帮助下，法西斯政权于1943年7月25日被推翻，意大利无条件投降及其帝國亦隨之崩潰，并于1943年10月13日对德国宣战。因此，意大利在战争后期也是同盟国的一员。在这些前提之下，签署方的共同意愿是缔结和平条约，该条约符合正义原则，规范了战争事件后的悬而未决的问题，成为友好关系的基础，并允许意大利加入联合国。
但是，和平条约的内容不仅限于管理战后的悬而未决的问题，还割让了在法西斯主义政权建立之前已经确认主权归属意大利的领土。特别是南斯拉夫社会主义联邦共和国根据南斯拉夫王国于1920年单方面划定的边境线接管了相关争议领土。
意大利总理阿尔契德·加斯贝利在1946年8月10日的和平会议上的讲话中指出了所有这些，并强调威尼斯朱利亚地区的81％将被分配给南斯拉夫，边境线也否认了更深层的民族界限。意大利已经宣布愿意接受《大西洋宪章》，宪章承认人民有权就领土变化进行协商。意大利政治家得出的结论是，尽管不得不割让土地，但如果条约可以作为重建国际合作的工具，并且意大利可以联合国的主权平等原则被联合国接纳，那么意大利的牺牲就是值得的。二战中的战胜国都同意在国际关系中禁止使用武力，并相互保证领土完整和政治独立。加斯佩利的长篇演讲，尽管在国际上达成了广泛共识，使他在不久的将来得到了世界大国的更多考量，但实际上，它丝毫没有改变战胜国已经做出的决定。在协商会议上，条约内容几乎完全由二战的战胜国决定。
此外，意大利直到1955年12月14日才获准进入联合国。

## 领土变动

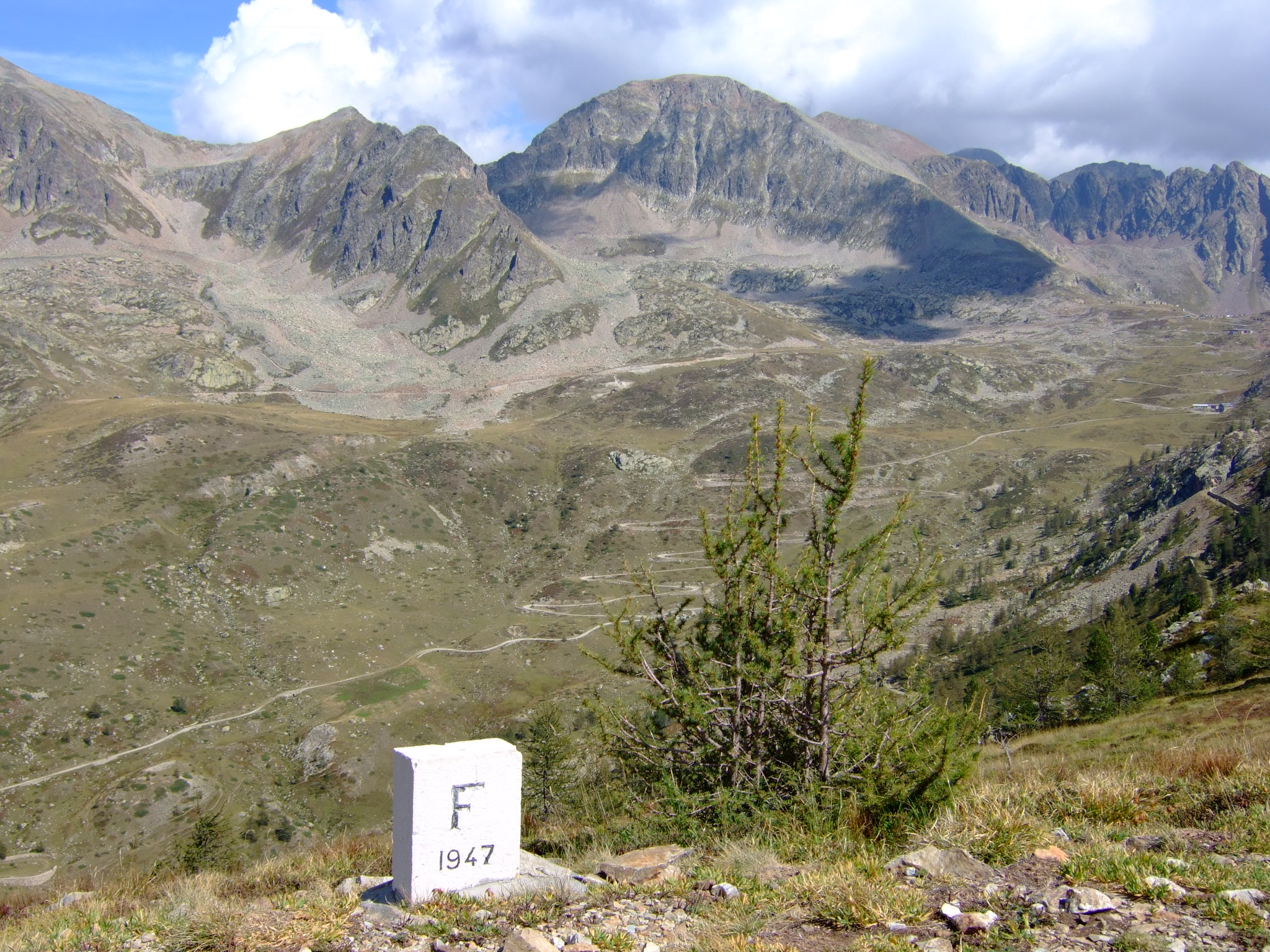
法意边境的界碑

- 意大利割让茨雷斯岛、洛希尼岛、拉斯托沃岛和帕拉格鲁扎岛4个亚得里亚海岛屿给南斯拉夫社会主义联邦共和国；
- 意大利割让位于米尔纳河以南的伊斯特拉半岛的飞地领土给南斯拉夫社會主義聯邦共和國；割让达尔马提亚的扎达尔给南斯拉夫社會主義聯邦共和國；割让里耶卡[6]和该区域的斯洛文尼亚沿海地区给南斯拉夫社會主義聯邦共和國；
- 意大利将爱琴海的佐泽卡尼索斯群岛割让给希臘王國；
- 意大利将拉布里格和唐德割给法国，并对法意边界进行小幅修改；
- 意大利承认阿尔巴尼亚社会主义人民共和国的独立性，并割萨赞岛给阿爾巴尼亞社會主義人民共和國；
- 意大利承认埃塞俄比亚帝国的独立性；
- 意大利放弃对前殖民地（包括意属利比亚、意属厄立特里亚和意属索马里兰）的领土主张；
- 意大利取消对中国不平等的商业条约（包括交还天津意大利租界）；
- 的里雅斯特及其周边地区被纳入一个新的独立区域，称为的里雅斯特自由区。自由区被分为北部的A区和南部的B区，A区由英美军队占领，B区由南斯拉夫占领。1954年美国，英国，意大利和南斯拉夫部长在英国首都签署了《伦敦谅解备忘录》[7]，美国和英国政府将A区的临时民政管理权分给了意大利政府，而B区的临时民政管理权则交由南斯拉夫社會主義聯邦共和國管理[7][8]。1975年奥西莫条约的签订，正式承认了这一事实[9]。

根据《条约》附件十一的规定，应联合国大会在1950年12月2日第390（V）号决议中的建议，厄立特里亚于1952年9月11日在埃塞俄比亚帝国内结成埃塞俄比亚和厄立特里亚联邦。但在埃塞俄比亚单方面废除联邦後，于1991年5月24日在事实上获得独立，1993年5月24日在法律上独立于埃塞俄比亚。
意属索马里兰被英国管治，直到1949年，该地成为联合国托管地，由意大利托管。意属索马里兰与英属索马里兰于1960年7月1日合并为索马里共和国。

## 赔款
意大利有义务支付以下战争赔偿（第74条）：
- 赔款125,000,000美元至南斯拉夫；
- 赔款105,000,000美元至希腊；
- 赔款100,000,000美元至苏联；
- 赔款25,000,000美元至埃塞俄比亚；
- 赔款5,000,000美元到阿尔巴尼亚；

这些金额在1946年7月1日以美元的黄金平价计算（1盎司黄金=35美元）。赔偿将在七年内以商品和服务的形式支付。
此外，美国、加拿大、澳大利亚、印度和南非联邦放弃了赔款要求。在1947年9月11日举行的意大利经济委员会上，中華民國代表也宣布放弃赔款要求。

## 军事条款
第47和第48条要求拆除法意边界和南意边界的所有永久性工事。意大利被禁止拥有、制造或试验核武器、制导导弹、射程超过30公里的枪支，非接触式水雷和鱼雷以及载人鱼雷（第51条）。
意大利军队规模被限制。意大利最多可拥有200辆重型和中型坦克（第54条）。黑衫军和国家共和军的前军官不能在意大利军队任职。
意大利海军减少了。一些军舰被交予苏联、美国、英国和法国政府（第56和57条）。意大利被命令摧毁其所有潜艇（第58条），并被禁止购买新的战舰，潜艇和航空母舰（第59条）。海军的最大兵力被限制为25,000人（第60条）。意大利军队的人数限制为185,000人，外加65,000名卡宾枪骑兵，最多只能有250,000人（第61条）。意大利空军仅限于200架战斗机和侦察机以及150架运输机、空中救援、训练和联络飞机、并被禁止拥有和操作轰炸机（第64条）。空军人员的人数被限制为25,000人（第65条）。1949年，北约取消了大部分军事限制。

## 政治条款
该条约第17条禁止了意大利的法西斯组织（“无论是政治，军事还是半军事”）。